# تركمان كندي (بوكان)
قرية تركمان كندي (بالكردية: تورکمانکەندی) هي إحدى القرى التابعة لـفيض الله بغي في ريف قسم مركزي من مقاطعة بوكان، في محافظة أذربیجان الغربیة الإيرانية.

## السكان
حسب إحصاءات سنة 2006، بلغ إجمالي السكان في تركمان كندي 336 نسمة وعدد المساكن 72 مسكن. لغة سكان تركمان كندي هي اللغة الكردية و هم من أهل السنة والجماعة والمذهب الشافعي.